# Jean-Joseph Renaud
Jean-Joseph Renaud (Parigi, 16 gennaio 1873 – Parigi, 8 dicembre 1953) è stato uno schermidore, scrittore e drammaturgo francese.

## Biografia
Renaud partecipò ai Giochi della II Olimpiade di Parigi e ai Giochi della IV Olimpiade di Londra alle gare di scherma. Nell'Olimpiade parigina prese parte alla gara di scherma, dove giunse diciassettesimo, mentre nell'Olimpiade londinese arrivò quarto nella gara di sciabola a squadre e fu eliminato al primo turno nella gara di sciabola individuale.
Fu anche per lungo tempo arbitro di scherma.
Oltre alla scherma, Renaud fu, in Francia, anche un rinomato romanziere.